# Rainer Spiering
Rainer Spiering (nascido em 27 de janeiro de 1956) é um político alemão. Nascido em Dissen, na Baixa Saxónia, ele representa o SPD. Rainer Spiering é membro do Bundestag do estado da Baixa Saxônia desde 2013.

## Vida
Ele tornou-se membro do bundestag após as eleições federais alemãs de 2013. Ele é membro do Comité de Alimentação e Agricultura.